# Карута
Карута (яп. 歌留多, かるた, з порт. carta) — японські гральні карти. Вперше карти були привезені в Японію португальськими торгівцями в середині XVI сторіччя та використовувалися в іграх на взятки. Власне японські колоди вперше були створені в Мііке, частині провінції Тікуґо наприкінці XVI століття. Меморіальній зал карути Мііке в місті Омута — єдиний міський музей Японії, що повністю присвячений історії карута.

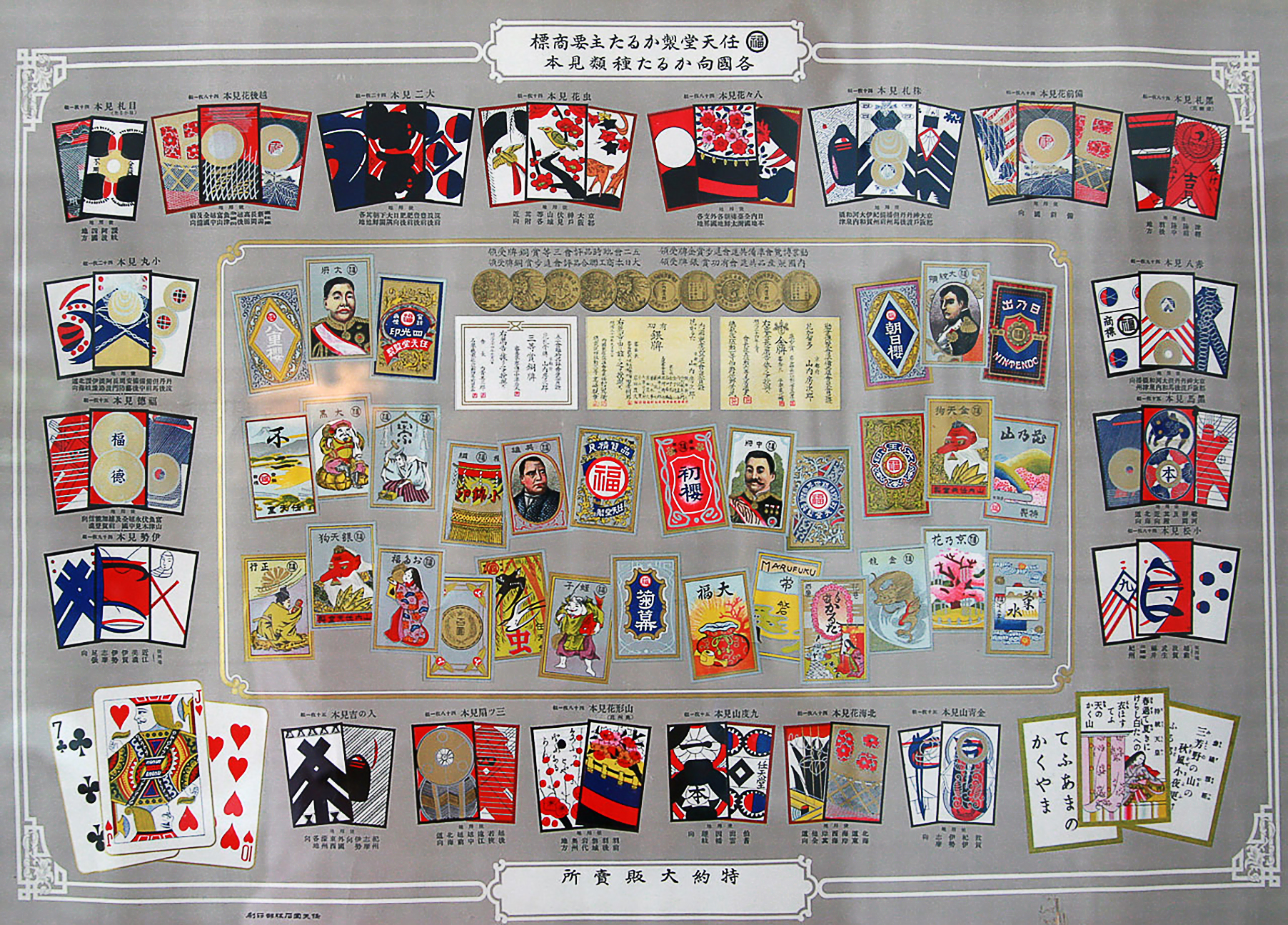
Реклама карути від Nintendo, близько 1890 р.

Колоди карути поділяють на дві групи: ті, що походять від португальських колод, та ті, що походять від е-авасе. Е-авасе походить від гри каі-авасе, в яку грали мушлями, але на початку XVII сторіччя почали використовувати карти. Основний сенс будь-якої гри е-авасе полягає в тому, що необхідно швидко визначити, яка карта з набору необхідна, та схопити її раніше за опонента. Часто в такі ігри грають у молодшій та середній школі на заняттях.

## Ігри португальського походження

### Комацуфуда

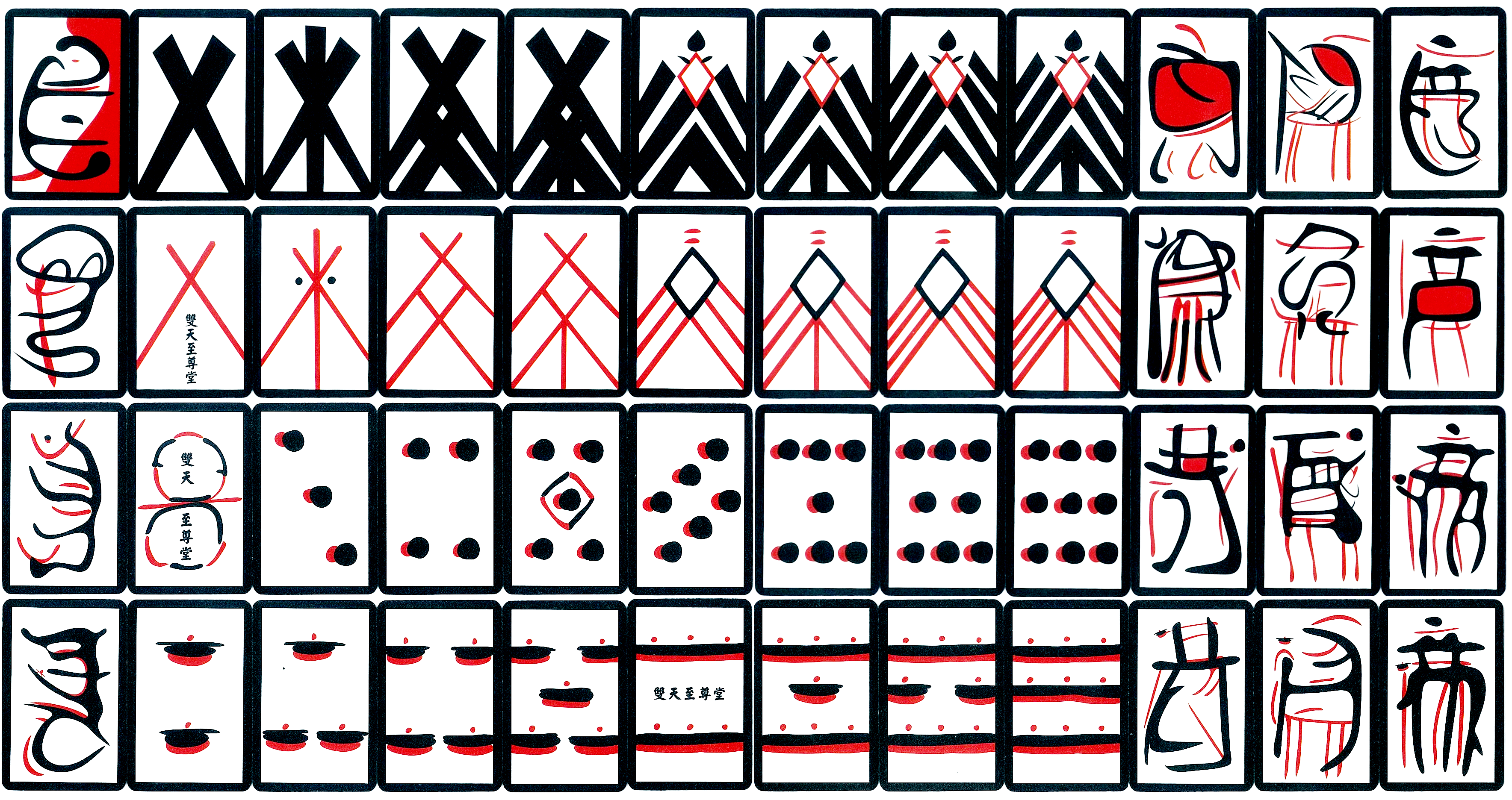
Набір комацуфуда

Перша зроблена в Японії колода карути називалась тенсьо-карута (яп. 天正カルタ) — за ім'ям періоду Тенсьо (1573—1592). Така колода складалась з 48 карт без десяток, як і португальські колоди того періоду. В колоді були чотири масті: кубки, монети, палиці і мечі, а також карти валета, лицаря (аналогічно дамі у французькій колоді) та короля. У 1633 році сьогунат Токугава заборонив ці карти, і японським виробникам довелося повністю змінити їх дизайн. У результаті ізоляціоністської політики Японії карута розвивалася окремо від решти світу. Щоб обійти заборону португальських карток, виробники створювали дуже абстрактні малюнки для карт, що стало називатися мекурі-карута. До середини XX століття мекурі-карута втратила свою популярність, але й досі використовується в колоді комацуфуди (яп. 小松札) для гри в каккурі.

### Унсун-карута

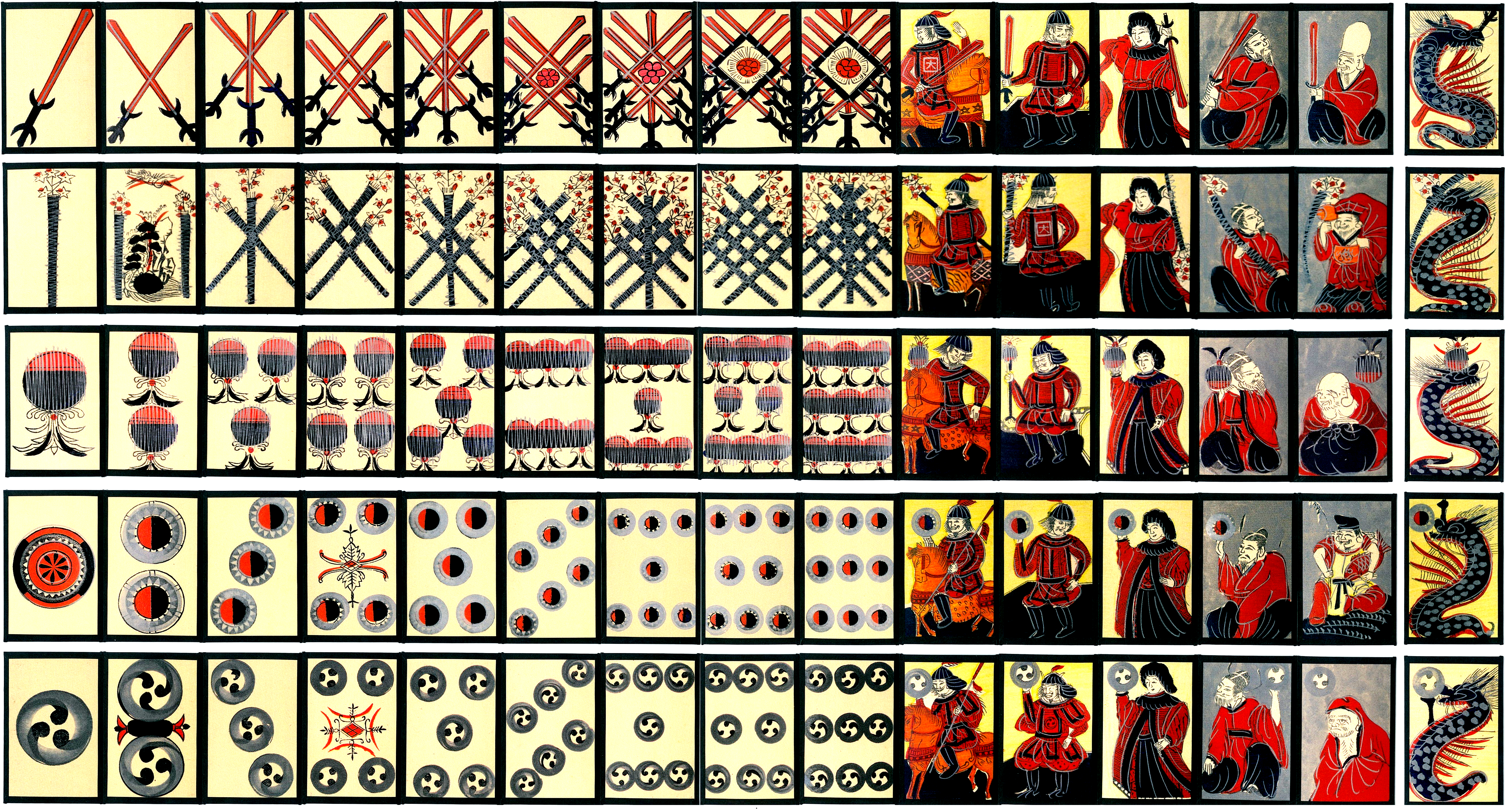
Набір унсун-карута

Колоди унсун-карути (яп. うんすんカルタ) з'явились наприкінці XVII ст. Вони складаються з 75 карт, що поділені на п'ять мастей по 15 рангів кожна, з яких шість рангів — старші. У португальських колодах на тузах були зображені дракони, в той час як у колодах унсун-карута тузи і дракони були окремими картами. Порядок старших карт змінюється залежно від того, чи належать вони до козирної масті. Унсун-карута досі використовується в Хітойосі для гри хатінін-мері.

### Кабуфуда

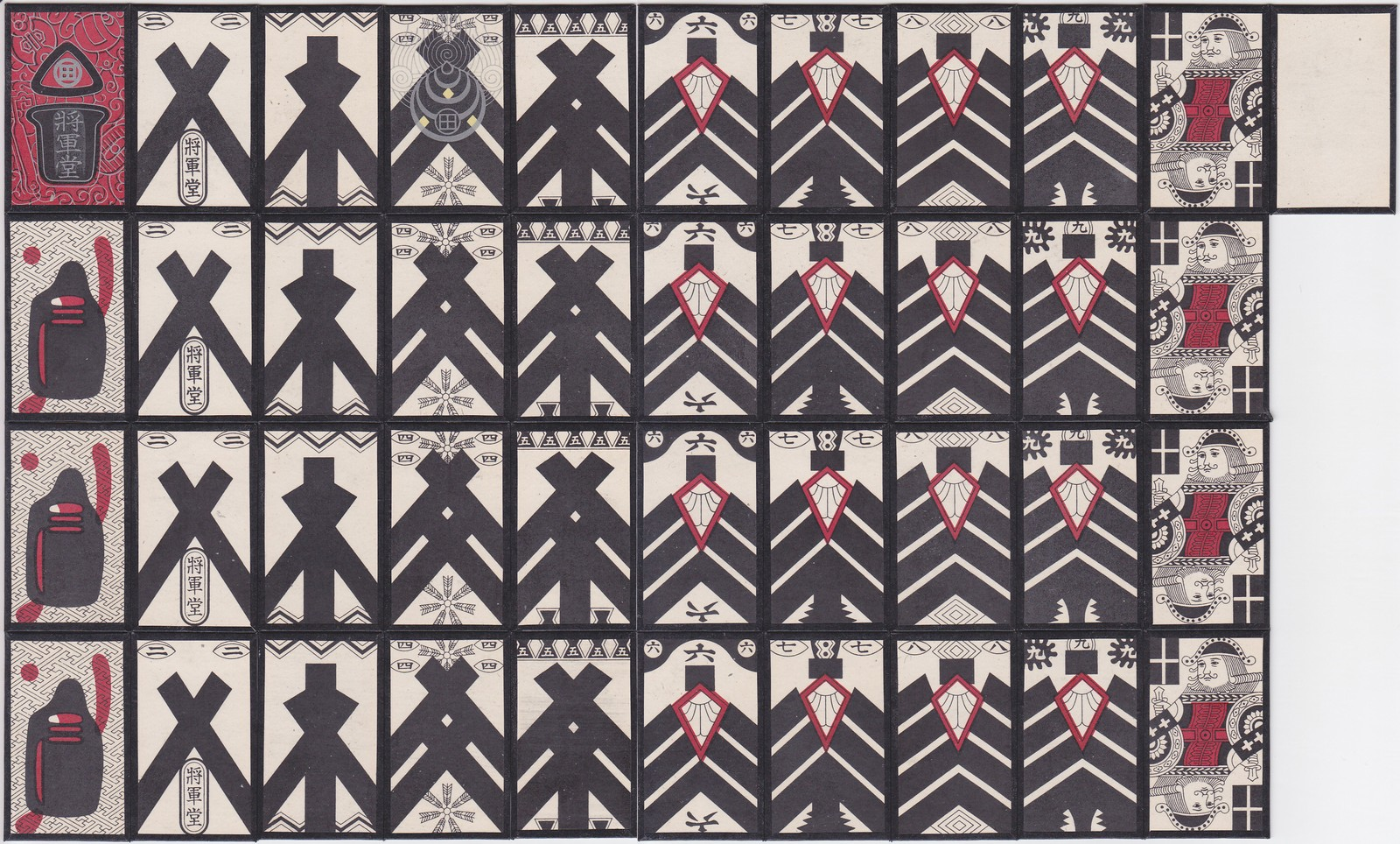
Набір кабуфуда

Колоди кабуфуда (яп. 株札) також є різновидом колод мекурі-карута, але зображення на всіх картках одинакові. Картки кабуфуда використовуються для азартних ігор, таких як оітьо-кабу. В таких колодах є 40 карток: із зображенням чисел від 1 до 9, по чотири на число, та чотири валети.

### Харіфуда та хікіфуда
В азартну гру техонбікі грають колодами харіфуда (яп. 張札) або хікіфуда (引札). Колода харіфуда містить 42 картки по сім карток із номерами від одного до шести. У хікіфуда (або також мамефуда (яп. 豆札)) — 48 карток, по вісім карток від однієї до шести монет, подібно до мекурі-карута. Гра техонбікі полягає в тому, що гравець намагається вгадати, яке число від 1 до 6 обрав дилер.

### Ханафуда
Ханафуда (яп. 花札, «квіткові картки», також називається «ханакарута») — колоди по 48 карт із квітковими зображеннями початку XIX століття. На відміну від інших колод, у колоді ханафуда 12 мастей (що відповідає місяцям), які мають по чотири карти.

## Е-авасе карута

### Ута-ґарута
Ута-ґарута (яп. 歌ガルタ, «поетична карута») — карткова гра, в якій на двох колодах по 100 карток написано 100 віршів вака зі збірки «Хякунін-іссю». Одна колода — йоміфуда (яп. 読札, «карти для читання»), на цих картках написаний повний вірш. Картки другої колоди, що називається торіфуда (яп. 取り札, «карти для хапання»), співпадають з картками першої, але на них написані лише останні декілька рядків вірша. У грі беруть участь два гравці, а також один читач. Коли читач читає картку-йоміфуда, гравці повинні знайти відповідну картку-торіфуда раніше за опонента. Ута-ґарута — традиційна новорічна гра. Також на різних рівнях проводяться змагання з ута-ґарути, а щороку в січні в синтоїстському храмі Омі в місті Оцу проходить національний турнір.

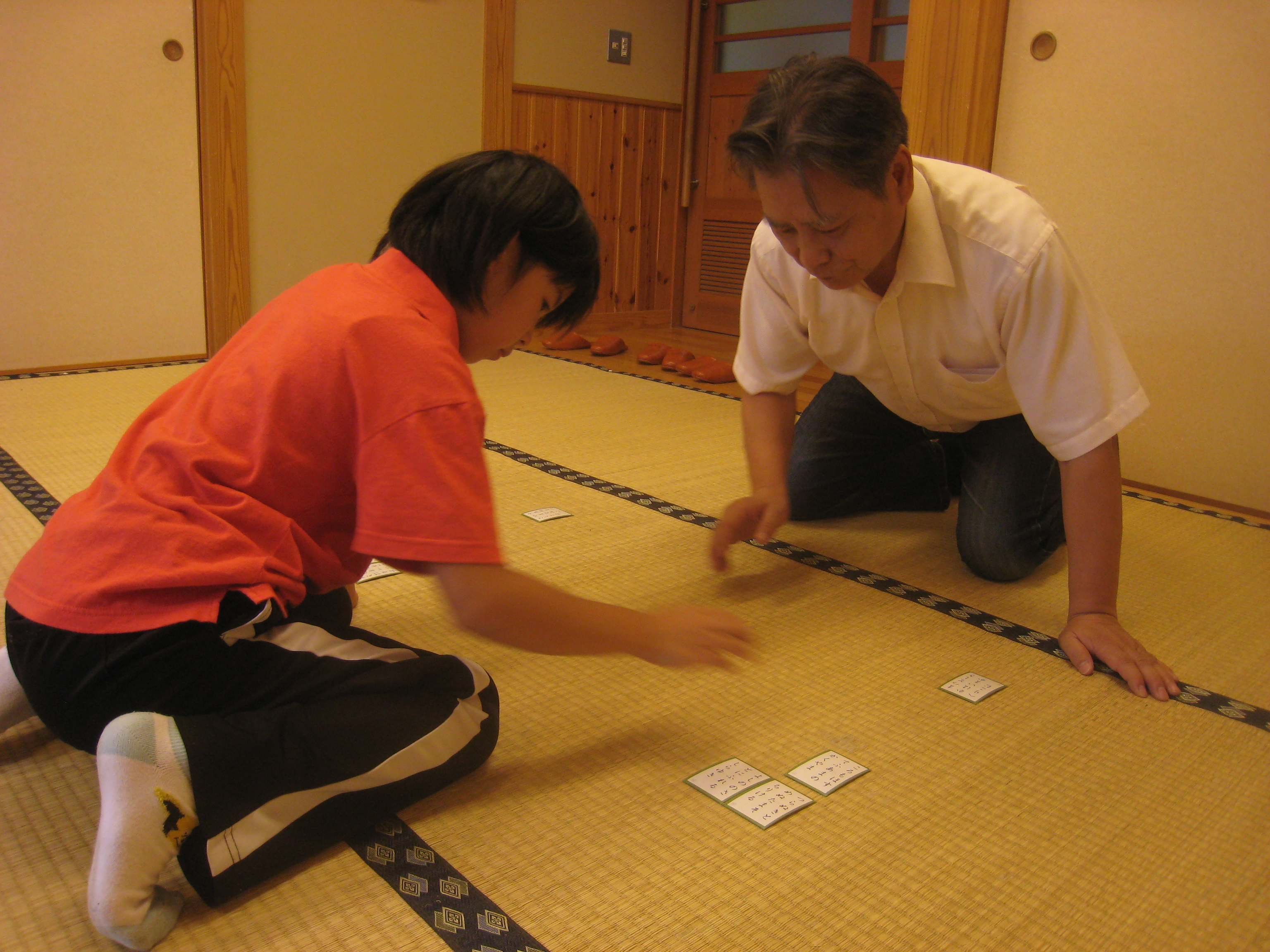
Гра в ута-ґарута

Також є декілька ігор з такими колодами, що не базуються на пошуку відповідних карт, такі як бодзу-мекурі (яп. 坊主めくり) та іро-каммурі (色冠, «цвітасті корони»). В такі ігри грають колодами йоміфуда.

#### Іта-карута
Іта-карута (яп. 板かるた) — різновид карути з Хоккайдо. В цьому варіанті картки-торіфуда зроблені з дерева. Ця колода використовується в грі сімо-но-ку карута (яп. 下の句かるた), в якій читається остання половина вірша.

### Іроха-карута
Іроха-карута (яп. いろはかるた) — це легша для розуміння гра для дітей, схожа на ута-ґарута, але з 96 картками. Замість віршів на картках зображено 47 складів хірагани, а також кандзі кьо (яп. 京, «столиця»). Ця колода основана на порядку іроха та включає два застарілі склади, ゐ (ві) і ゑ (ве). Зазвичай торіфуда має малюнок з каною в куті картки. Відповідна йоміфуда містить прислів'я, пов'язане з картинкою, що починається на склад кани з торіфуди. Є 3 варіанти іроха-карути: Камігата (західний), Едо (східний) та Оварі. Кожен варіант має свій набір прислів’їв, у залежності від місцевого діалекту. Варіант Камігата, або Кіотська, є найстарішим, але варіант Едо є найбільш поширеним, її можна знайти по всій Японії. Варіант Оварі існував у другій половині XIX століття, перш ніж був замінений версією Едо.

#### Обаке-карута

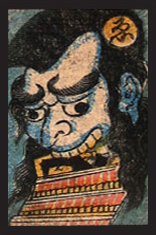
Обаке-карута початку XIX ст. Це ゑ (ве), застарілий склад.

Обаке-карута — це застаріла варіація іроха-карута, що була розповсюджена в Токіо. Ці картки були створені в період Едо і залишалися популярними протягом 1910-х та 1920-х років. Назва обаке-карута означає «карти-привиди» або «карти-чудовиська», тому що кожна карта в колоді містить склад хірагани та істоту з японської міфології. Така гра вимагає знання японської міфології та фольклору, оскільки гравці намагаються зібрати картки згідно з підказками, прочитаними суддею. Перемагає той гравець, який до кінця гри накопичить найбільше карт.
Обаке-карута є однією з перших спроб японських компаній визначити легендарних істот, класифікувати і згодом продати. Таким чином, можна вважати обаке-карута попередником фільмів «Godzilla», та франшиз колекційних карткових ігор «Yu-Gi-Oh!» або «Pokémon», у яких гравець також збирає картки з магічними істотами. Багато покемонів були основані на істотах з японської міфології.